# Лошадь Спити
Лошадь Спити — порода маленькой горной лошади или пони из штата Химачал-Прадеш на севере Индии. Порода берет своё название от реки Спити и встречается в основном в районах Кулу, Лахаул, Спити и Киннаур.
Популяция породы Спити была зарегистрирована в 2004 году как 4000. Считалось, что популяция быстро сокращается и нуждается в срочном восстановлении. В 2007 году её статус был зафиксирован Продовольственной и сельскохозяйственной организацией. Организация Объединённых Наций (ФАО) как «не подвержена риску».

## Характеристики
Тело лошади хорошо развито с довольно крепкими костями. Грива длинная, волос длиной от 25 до 40 см. Тело твердое, демонстрирует настороженное отношение, морда выпуклая, уши прямые, глаза черные. Хвост средней длины и прямой. Лошади послушны по темпераменту. Самые распространённые масти — серый, гнедой, вороной и пегий. Средний рост лошадей 129 см, длина тела 100 см, обхват груди 148 см, длина уха 15 см и длина морды 50 см.
Лошадь Спити имеет некоторое сходство с монгольской и тибетской породами анализ генетического разнообразия показывает, что он близок к Занскари, который занимает аналогичный ареал в Гималаях. Некоторый обмен между этими двумя породами задокументирован. Однако порода Спити менее приспособлена к очень большим высотам.
Это маленький, крепкий горный конь, хорошо приспособленный к суровым условиям Гималаев. Он быстрый и устойчивый на горной местности, безопасно движется по льду, обладает хорошей выносливостью и устойчивостью к холоду и болезням.

## География распространения
Места размножения лошадей Спити расположены в подразделении Кая района Лахул и Спити и в районе Янтханг района Киннаур в штате Химачал-Прадеш в Индии. Лошади в этой области меньше по высоте и называются спити-пони.